# John Harkes
John Andrew Harkes (Kearny, 8 marzo 1967) è un allenatore di calcio ed ex calciatore statunitense, di ruolo centrocampista, tecnico del Greenville Triumph.
Membro della National Soccer Hall of Fame, Harkes è stato il primo americano in assoluto a giocare nella Premier League inglese con lo Sheffield Wednesday, il secondo americano a segnare allo stadio di Wembley e il primo calciatore americano ad apparire nella finale di un torneo importante come quello inglese  nella finale della Football League Cup 1991 con lo Sheffield Wednesday. Dopo essere passato alla Major League Soccer nel 1996, ha vinto due titoli della MLS Cup con il DC United.
Pilastro del centrocampo della nazionale statunitense per la maggior parte degli anni '90, Harkes è apparso in due tornei della Coppa del Mondo FIFA. È stato nominato "Capitano a vita" della squadra dall'allora capo allenatore Steve Sampson prima che quel titolo gli venisse tolto prima del Coppa del Mondo FIFA 1998. Harkes ha concluso la sua carriera in nazionale con 90 presenze e 6 gol.
Dopo il suo ritiro, ha lavorato come commentatore di partite internazionali della MLS e degli Stati Uniti, inclusa la Coppa del Mondo FIFA 2010.

## Biografia
Harkes si è diplomato alla Kearny High School nella sua città natale a Kearny, nel New Jersey. Entrambi i genitori di Harkes sono immigrati scozzesi; suo padre Jim è originario di Dundee, ed era un giocatore della squadra giovanile del Dundee United. In gioventù Harkes ha giocato per la squadra della scuola nella New Jersey State Interscholastic Athletic Association. Dal 1985 al 1989 ha frequentato l'Università della Virginia nel periodo in cui Bruce Arena allenava la squadra di football dell'università. È il padre di Ian Harkes, a sua volta calciatore.

## Carriera

### Club

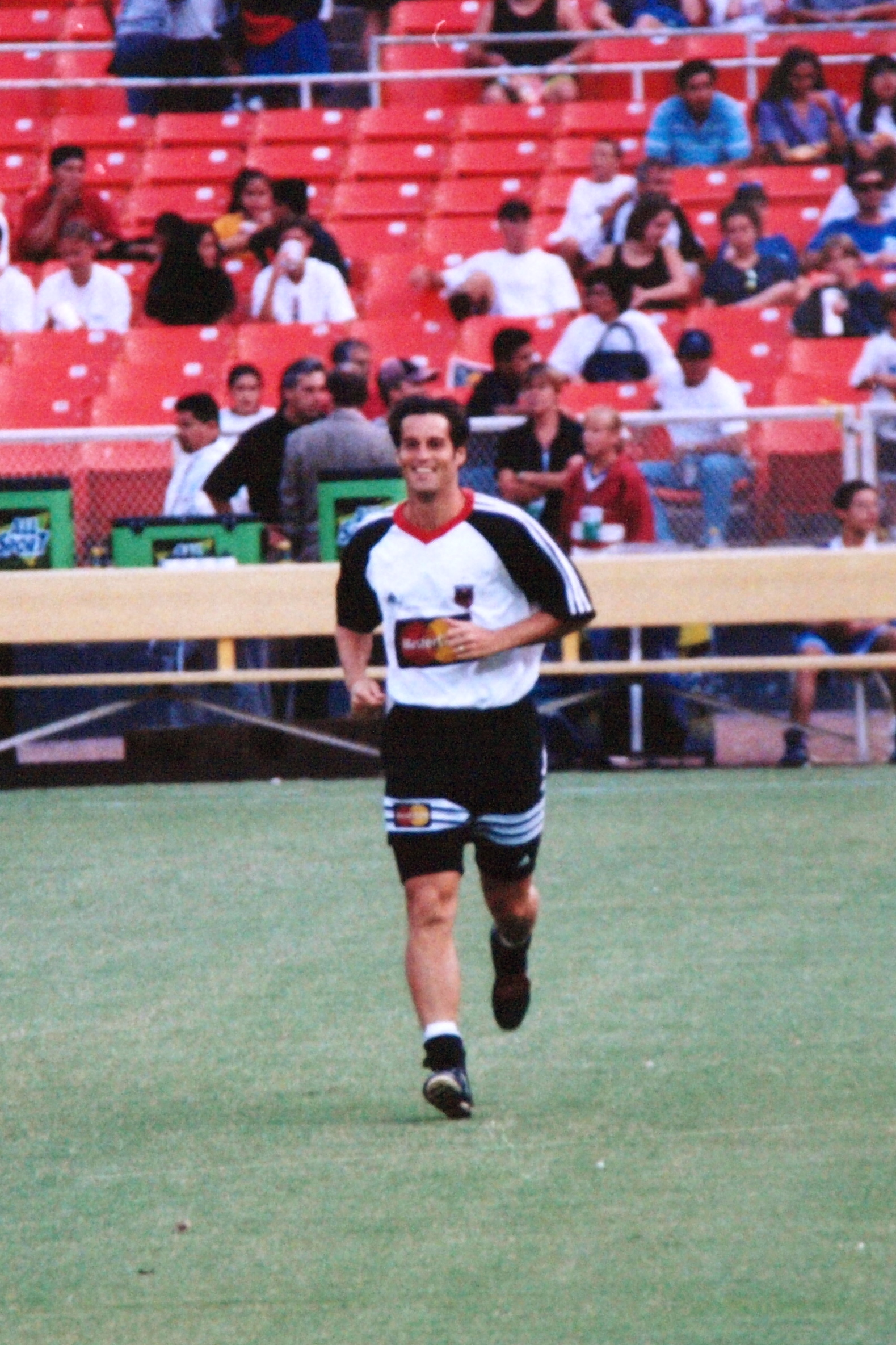
Harkes al D.C. United nel 1997.

Ha iniziato a giocare a calcio all'Università della Virginia, prima di passare all'Albany Capitals. Diviene il primo calciatore statunitense a calcare i campi della Premier League quando, nel 1990, si trasferisce in Inghilterra dove gioca nello Sheffield Wednesday, poi nel Derby County e nel West Ham. Nel 1996 torna in patria al D.C. United dove segna 14 reti in 83 partite, prima di essere ceduto per un breve periodo agli inglesi del Nottingham Forest. Dal 1999 fa definitivamente ritorno negli USA dove milita due anni nel New England Revolution ed uno nel Columbus Crew, dove chiude la carriera.

### Nazionale

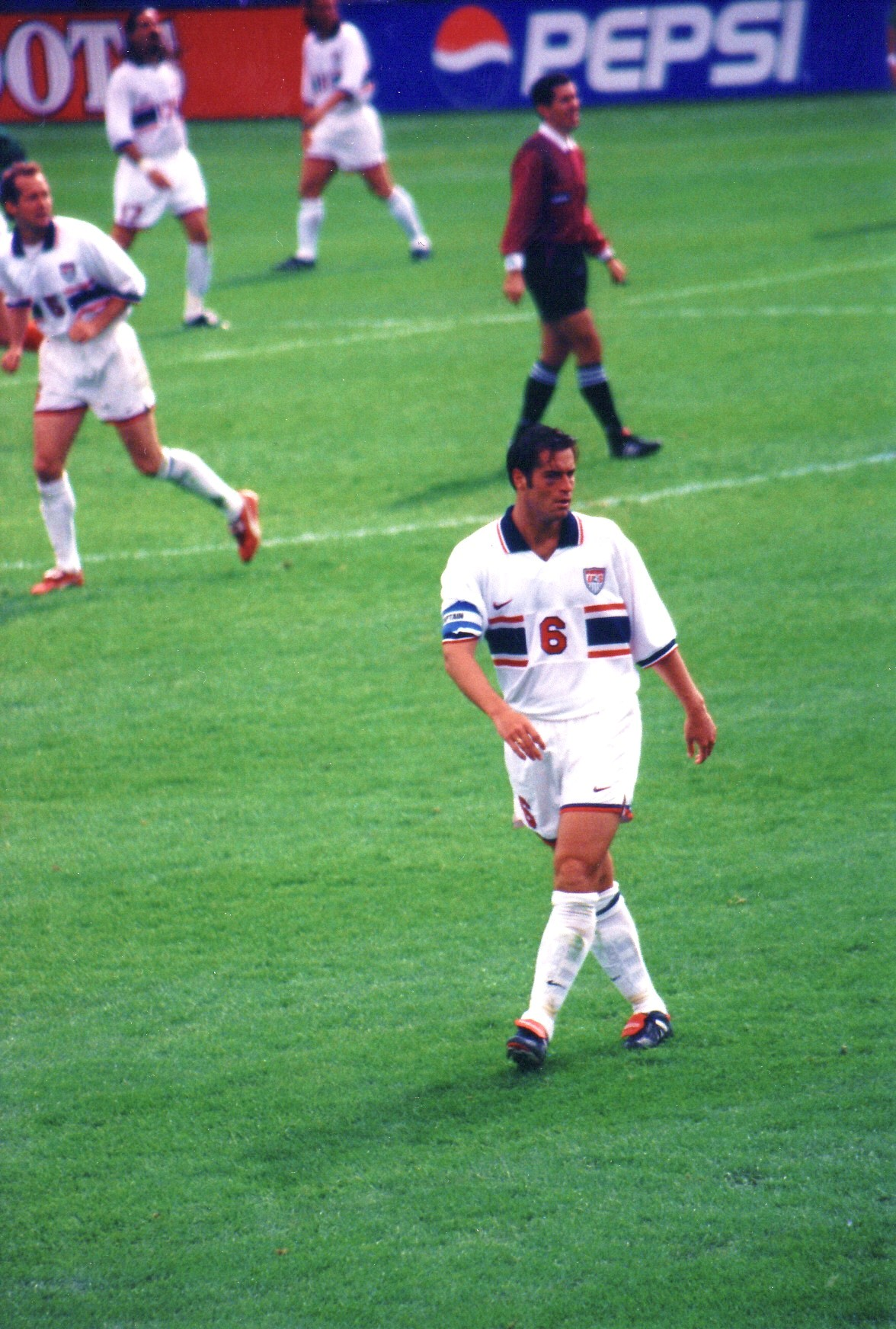
Harkes con gli Stati Uniti nella partita contro il Messico nel 1997.

Debutta in Nazionale USA nel 1987 e l'anno seguente partecipa ai Giochi olimpici di Seul.
Ha fatto parte della spedizione americana ai Mondiali di Italia '90 ed a quelli di USA '94; non venne invece convocato a Francia '98. Ha indossato più volte la fascia di capitano segnando 6 reti in 90 presenze.

### Allenatore
Nel luglio del 2015 anno viene annunciato quale primo allenatore della nuova franchigia di Cincinnati.

## Palmarès

### Club

#### Competizioni nazionali
- Coppa di Lega inglese: 1

Sheffield Wednesday: 1990-1991
- Campionato MLS: 2

D.C. United: 1997, 1999

#### Competizioni internazionali
- CONCACAF Champions' Cup: 1

D.C. United: 1998
- Coppa Interamericana: 1

D.C. United: 1998

### Nazionale
- Gold Cup: 1

1991